# Parque nacional de Mae Ngao
El Parque nacional de Mae Ngao es un área protegida del norte de Tailandia, en las provincias de Chiang Mai, Mae Hong Son y Tak. Se extiende por una superficie de 412,24 kilómetros cuadrados. Fue declarado en 1995.
Este parque nacional ofrece una impresionante vista de paisaje natural de cascadas y acantilados en medio de montañas y bosques de teca.